# Котовский сельсовет (Химкинский район)
Котовский сельсовет — упразднённая административно-территориальная единица, существовавшая на территории Московской губернии и Московской области в 1925—1959 годах.
Котовский сельсовет был образован 23 ноября 1925 года в составе Коммунистической волости Московского уезда Московской губернии путём выделения из Павельцевского с/с.
По данным 1926 года в состав сельсовета входили село Котово, совхозы Покровское и Мысово, а также электростанция.
В 1929 году Котовский с/с был отнесён к Коммунистическому району Московского округа Московской области. К нему был присоединён Щаповский (селение Щапово) с/с.
27 февраля 1935 года Котовский с/с был передан в Мытищинский район.
22 марта 1936 года был образован посёлок камнеобрабатывающего гранитного завода.
4 января 1939 года Котовский с/с был передан в новый Краснополянский район.
14 июня 1954 года к Котовскому с/с был присоединён Лихачёвский с/с.
29 августа 1957 года из Котовского с/с в черту города Долгопрудный был передан посёлок камнеобрабатывающего гранитного завода.
3 июня 1959 года Краснополянский район был упразднён и Котовский с/с был передан в Химкинский район.
29 августа 1959 года Котовский с/с был упразднён. При этом его территория была передана в черту города Долгопрудный.